# Trap (gen muzical)
Trap este o nouă direcție muzicală care combină beat-ul de bază trap, muzica electronică, muzica hip-hop, muzica rap. Nu este limitată de încadrări oficiale și nu are o denumire bine-stabilită, de aceea mai poate fi denumită Club Trap, EDM Trap sau Trapstyle.

## Istorie
Pentru o perioadă mare de timp cultura trap s-a dezvoltat numai în partea sudica a SUA. O nouă direcție muzicală se asociază exclusiv cu hip-hop, iar artiștii, care lucrează cu acest gen, în textele sale ne povesteau avantajele vieții de stradă a Atlantei și despre vânzări de droguri. Din traducere din engleză trap semnifică ”capcană” sau ”prinsoare”. În limbajul slang ”trap” – este locul unde se răspândesc droguri. Istoria Trap a început în anul 2003, când T.I. a lansat un album cu denumirea ”Trap Muzik”. În anul 2005 Young Jeezy și Gucci Mane au creat un trap-release propriu și o direcție muzicală a început să se dezvolte. Anul 2009 a fost unul de trecere: trap a fost conceput de artiști, care nu erau implicați în afacerile cu droguri. Waka Flocka și Lex Luger au lansat un număr mare de track-uri, care s-au transformat în muzica trap tipică. În anul 2012 trap a devenit o parte din muzica de club și astfel a apărut trap de club, printre artiști numărându-se Gucci Mane, French Montana etc. În 2013, muzica trap a contribuit la consacrarea unor celebrități.

## Direcțiile de bază
1. Există mai multe direcții de bază a muzicii trap:
  1. Artiștii, care se ocupă cu trap profesionist (cum ar fi: Lex Luger, Zaytoven, Drumma Boy, TM88, DJ Mustard, Metro Boomin, etc.)
  2. Trap de club, care combină în sine tobele din trap-beaturi și muzica de club.
  3. Compozitori ai muzicii trap ar fi Bro Safari, Gawtbass, Fabian Mazur, KRNE, Flosstradamus, MYRNE, graves, alasen, DNMO, it's different (Jakoban X Damned), Y2K, Ekali, Vanic, BROKN, Ramzoid, Mr. Carmack, Kivnon, Inkyz.

### Direcții secundare
Mob Trapul apare în anul 2015 și este una dintre direcțiile secundare ale trapului (genului muzical), devine cunoscut mai târziu ca gen muzical nonconformist. Acesta este promovat și produs pentru prima dată la casa de discuri din România, Seek Music.

## În România
Cântăreți sau trupe cunoscute de trap în România sunt SX, GLOSXS, IANICSX, Azteca & Ian, Solomon 
 și YNY Sebi. Și 5GANG a abordat trapul.